# 建国会
建国会（旧字体：建國會、けんこくかい）は、戦前日本の右翼団体。赤尾敏が中心となって昭和元年に設立された。高畠素之の国家社会主義の影響を受けた。

## 人物

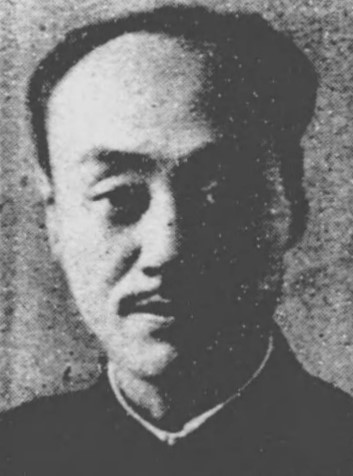
赤尾敏。建国会創設者。

### 役員
- 理事長: 赤尾敏
- 書記長: 津久井龍雄
- 会長: 上杉慎吉（東京帝国大学法学部教授）
- 建国祭準備委員: 高畠素之

### 顧問
- 平沼騏一郎（第35代内閣総理大臣）
- 頭山満（玄洋社設立者）

### その他の関係者
- 荒木貞夫（陸軍大将）
- 永田秀次郎（拓相、鉄相） - 支援者